# Exorcist Master
Pour plus de détails, voir Fiche technique et Distribution.
Exorcist Master (驅魔道長, Kui moh do jeung) est une comédie d'horreur hongkongaise réalisée par Wu Ma et sortie en 1992 à Hong Kong. C'est un film dérivé de Mr. Vampire (1985) avec toujours Lam Ching-ying dans le rôle du prêtre taoïste.

## Synopsis
Le prêtre Wu (Wu Ma) doit rouvrir une église après la mort de son prêtre il y a vingt ans malgré les contre-indications d'oncle  Neuf (Lam Ching-ying). Le prêtre qui y est mort est en effet devenu un vampire et attaque la ville.

## Fiche technique
- Titre original : 驅魔道長
- Titre international : Exorcist Master
- Réalisation : Wu Ma
- Scénario : Lu Chiang-chao
- Musique : Huang Chi-yuan
- Photographie : James Wu Kuo-ren, Che Chang-gin et Chun Chung-yin
- Montage : Wong Jing-cheung, Chow Tak-teung et Liu Woh-haau
- Production : Lee Jan-gei
- Société de production : Bao Shiung Film & Communication
- Société de distribution : Universe Laser & Video
- Pays d'origine :  Hong Kong
- Langue : cantonais
- Genre : comédie d'horreur
- Durée : 92 minutes
- Date de sortie :
  -  Hong Kong et  Taïwan : 1992
  -  Corée du Sud : 11 juillet 1992

## Distribution
- Lam Ching-ying : maître Chiou (oncle Neuf)
- Wu Ma : le prêtre Wu
- Collin Chou : Star (Yao-lung Chou)
- Yip Wing-cho : le maire
- Hung Yue : Anny
- Shen Yuen : le prêtre Shen
- Chen Chia-chun : Yue Liang
- Tzu-yu Yang : David